# Station La Brillanne-Oraison
Station La Brillanne - Oraison is een spoorwegstation in de Franse gemeente La Brillanne.